# Велике (Миргородський район)
Вели́ке — село в Україні, Миргородському районі Полтавської області. Населення становить 341 особу. Входить до складу Великобудищанської сільської громади. 
Після ліквідації Гадяцького району у липні 2020 року увійшло до Миргородського району.

## Географія
Село Велике розташоване за 0.5 км від села Мартинівка та за 1 км від села Шадурка.
Поруч пролягає автомобільний шлях Т 1705.

## Назва
На території України 7 населених пунктів із назвою Велике.

## Історія
- 1890 — заснування.
- Село постраждало внаслідок геноциду українського народу, проведеного окупаційним урядом СССР 1923—1933 та 1946–1947 роках.
- До 2019 року орган місцевого самоврядування — Мартинівська сільська рада.